# Gabriel Bateman
Gabriel Michael Bateman, född 10 september 2004 i Turlock i Kalifornien, är en amerikansk skådespelare. Han är mest känd för att ha medverkat i flertal skräckfilmer, bland annat i rollen som Robert i Annabelle (2014), Martin Wells i Lights Out (2016), Andy Barclay i Child's Play (2019), och Kyle Flynn i Unhinged (2020). Han har också spelat rollen som Carter Hughes i familjefilmen Benji (2018), Ethan Taylor i CBS-serien Stalker (2014–2015) och Jack Hawthorne i den andra CBS-serien American Gothic (2016).
Gabriel Bateman är född och uppvuxen i Kalifornien, som det åttonde och allra yngsta barnet, i en syskonskara på just åtta barn. Han har fyra äldre bröder och tre äldre systrar, däribland den tre år äldre systern Talitha Bateman, som också arbetar inom skådespelarbranschen.

## Filmografi (i urval)

### Filmer
- 2014 – Petals on the Wind (TV-film)
- 2014 – Annabelle
- 2015 – Band of Robbers
- 2016 – Lights Out
- 2018 – Benji
- 2019 – Child's Play
- 2019 – Playmobil-filmen
- 2019 – Robert the Bruce
- 2020 – Unhinged
- 2022 – The Fabelmans

### TV-serier
- 2014 – Grey's Anatomy (TV-serie) (1 avsnitt)
- 2014–2015 – Stalker (TV-serie) (8 avsnitt)
- 2015 – Wicked City (TV-serie) (2 avsnitt)
- 2015 – Code Black (TV-serie) (1 avsnitt)
- 2016 – American Gothic (TV-serie) (13 avsnitt)
- 2016–2017 – Outcast (TV-serie) (4 avsnitt)
- 2021–2023 – The Mosquito Coast (TV-serie) (17 avsnitt)
- 2021 – Just Beyond (TV-serie) (1 avsnitt)